# Karijini National Park
Karijini National Park – park narodowy w Australii, w górach Hamersley, położony w regionie Pilbara w północno-zachodniej części Australii Zachodniej. Park leży na północ od zwrotnika Koziorożca, 1055 km od stolicy stanu Perth. Pierwotnie nosił nazwę Hamersley Range National Park, a oficjalnie uzyskał obecną nazwę w 1991. 
Z powierzchnią 6274 km² park Karijini jest, po parku Karlamilyi, drugim co do wielkości parkiem narodowym w Zachodniej Australii. 
Obszar parku jest fizycznie podzielony na część północną i południową przez korytarz, którym przebiega linia kolejowa Hamersley & Robe River railway oraz w którym znajduje się kopalnia rudy żelaza Marandoo mine. 
Do parku można dotrzeć z lotniska Solomon Airport leżącego 15 km na zachód.

## Historia
Obszar parku jest ojczyzną aborygeńskich plemion Banyjima, Kurrama i Innawonga. Lud Banyjima nazywa góry Hamersley słowem Karijini. Ślady ich obecności są starsze niż 20 tys. lat. Praktykowana przez nich w tym okresie planowa gospodarka prowadzona za pomocą wypalania, tzw. fire-stick farming, zaowocowała zróżnicowaniem roślinności i stadiów sukcesji. 
Ekspedycja prowadzona przez Francisa Thomasa Gregory’ego badała ten teren w 1861. To on nazwał badany łańcuch górski Górami Hamersley od nazwiska swego przyjaciela Edwarda Hamersleya.

## Klimat
Park jest położony w regionie Pilbara i ma tropikalny, półpustynny klimat. Latem częste są burze i cyklony, przynoszące rocznie 250–350 mm deszczu. Dzienne temperatury w czasie lata przekraczają 40 °C, a w zimowe noce może pojawić się mróz. 

## Geologia
Kilka wąwozów przebiegających w północnej części parku, w tym wąwozy Dales, Kalamina, Wittenoom i Yampire, zawiera godne uwagi odsłonięcia jednych z najstarszych na Ziemi warstw skalnych, o wieku dochodzącym do 2,5 mld lat:
- wstęgowe rudy żelaziste – Brockman iron formation[7],
- dolomity – Wittenoom dolomite[8],
- łupki ilaste – Mount McRae Shale[9].

## Fauna

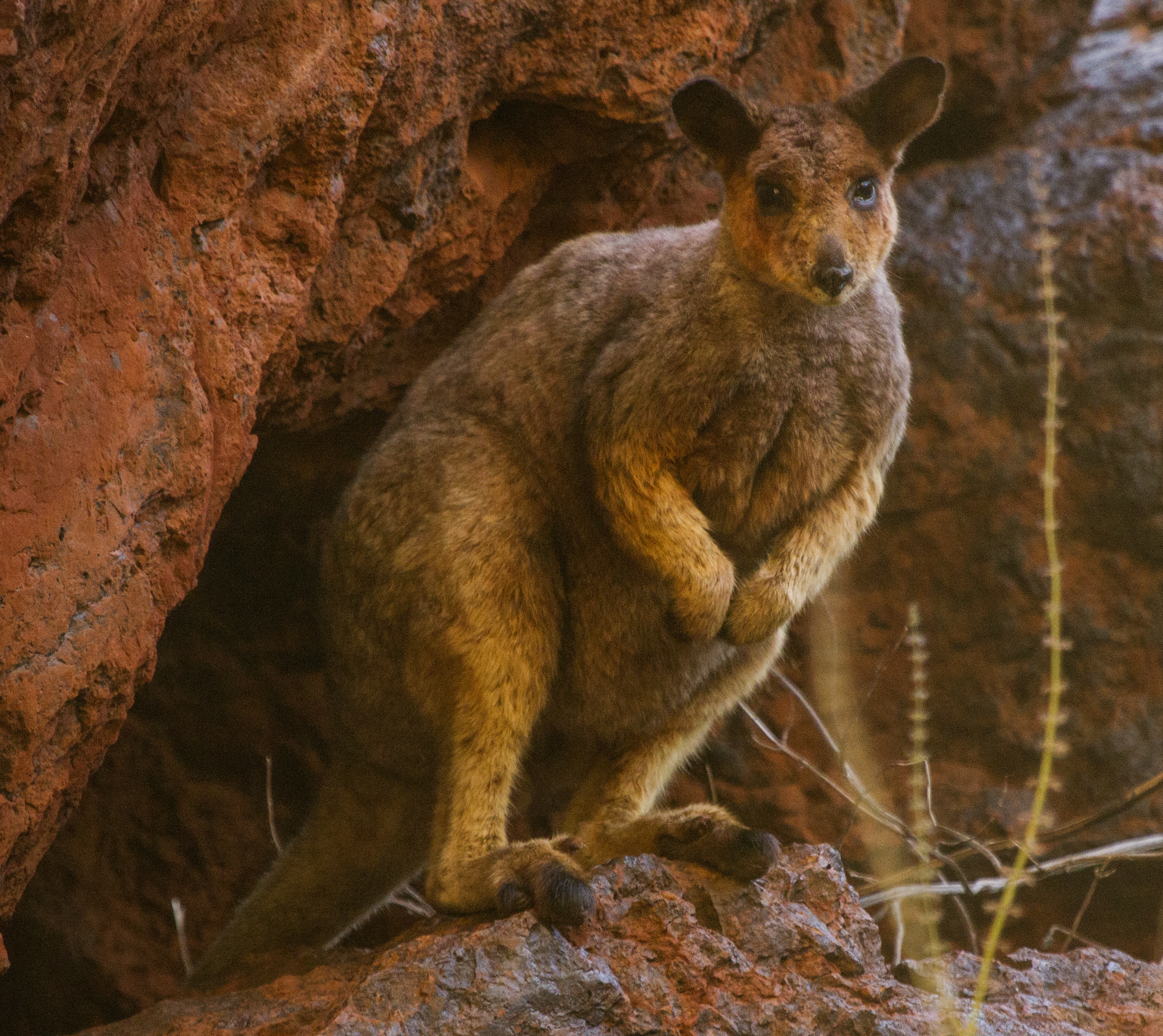
Skalniak atrakcyjny (Petrogale rothschildi)

Na terenie parku występują kangury rude, kangury górskie, skalniaki, kolczatki, gekony, warany, nietoperze, beznogie jaszczurki oraz duża ilość ptaków i węży, w tym pytonów.

## Cechy charakterystyczne

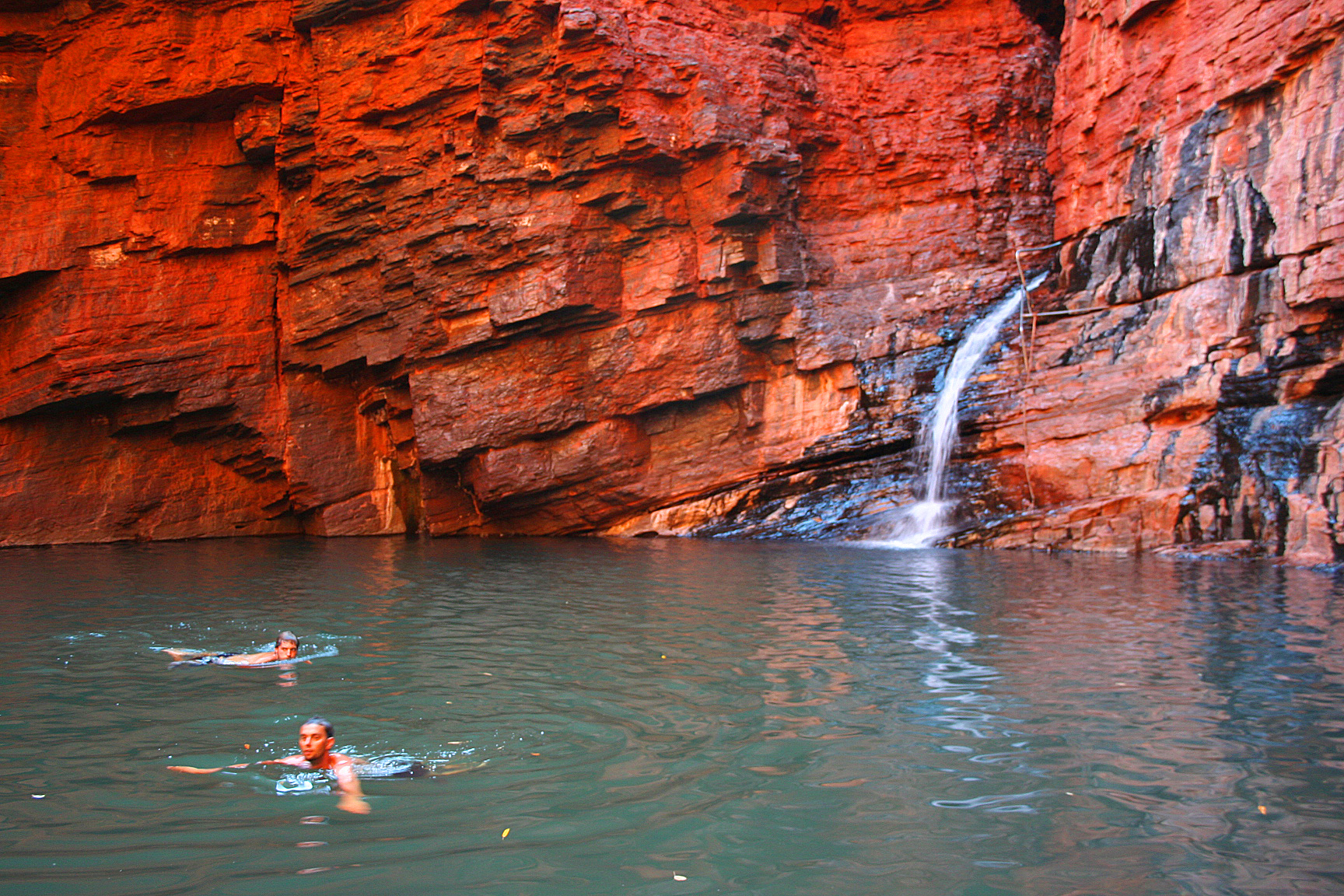
Handrail Pool w wąwozie Weano Gorge

Park jest najbardziej znany ze swych wąwozów zawierających kaniony szczelinowe, wodospady i oczka wodne, w których turyści kąpią się czasem jak w basenach z zimną wodą. Wąwóz Hamersley Gorge znajduje się w północno-zachodniej części parku, Range Gorge w północnej, Munjina Gorge we wschodniej, a wąwozy Hancock, Joffre, Knox, Red i Weano skupione są w jego centralnej części.
Chociaż park jest otwarty dla publiczności, turyści są ostrzegani, by zachować ostrożność podczas spacerów do wąwozów Yampire i Wittenoom i w ich okolicach w pobliżu północnej granicy parku z powodu występowania krokidolitu, który występuje tu w szeregu formacji skalnych, będącego surowcem do produkcji azbestu i mogącego wskutek wdychania powodować raka.